# Sciades carolinensis
Sciades carolinensis är en skalbaggsart som först beskrevs av Blair 1940.  Sciades carolinensis ingår i släktet Sciades och familjen långhorningar. Inga underarter finns listade i Catalogue of Life.